# 张妹芝
张妹芝（1963年9月—），女，汉族，河北大城人，中华人民共和国政治人物，中国民主促进会会员，河北师范大学数学系数学教育专业、河北大学教育学院教育史专业毕业，现任河北省人民代表大会常务委员会副主任，中国民主促进会河北省委员会主任委员，第十二、十三届全国政协委员。